# Prévôt (religion)
Pour les articles homonymes, voir Prévôt.

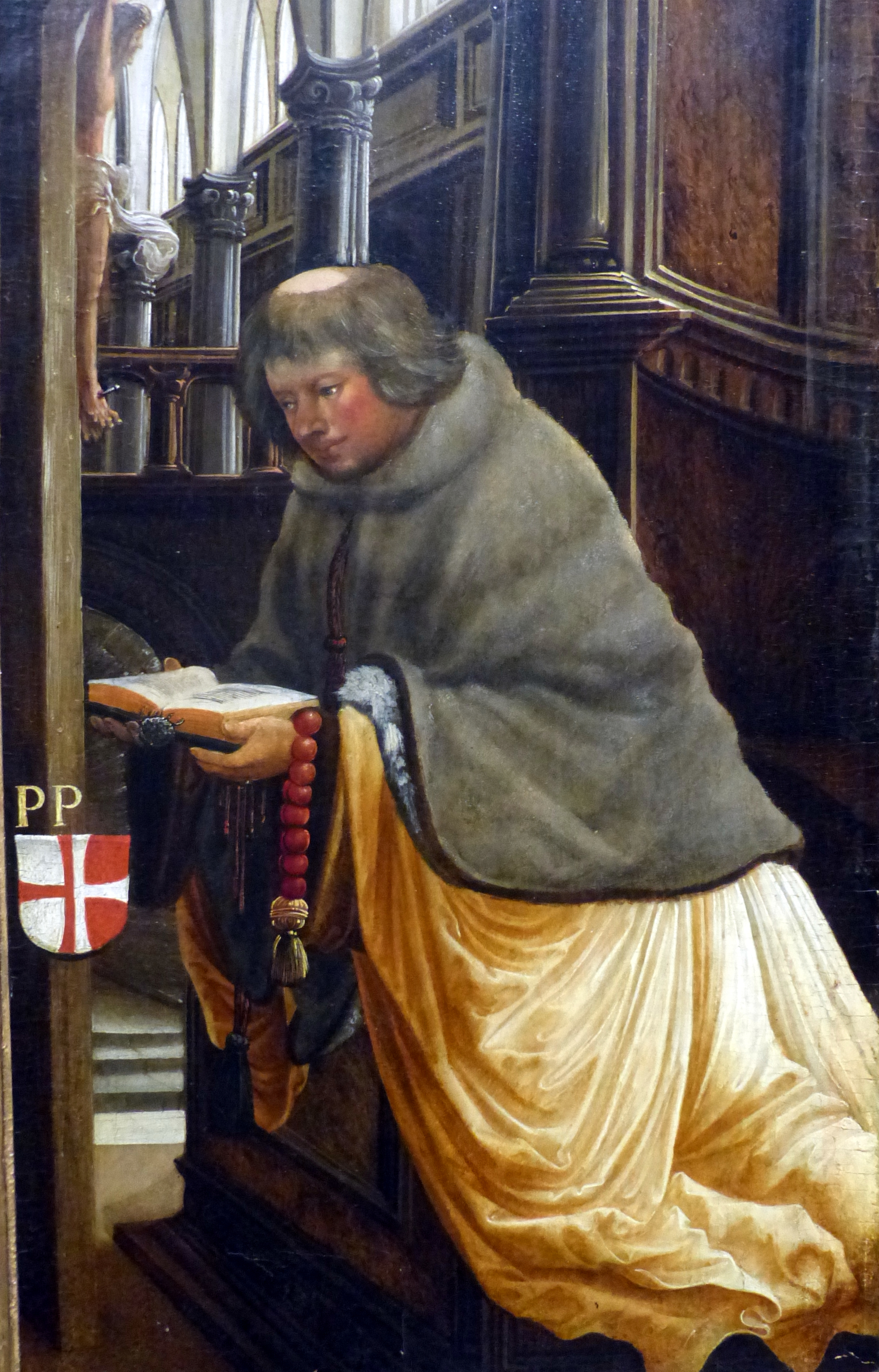
Le prévôt Peter Maurer (1516), Albrecht Altdorfer, prédelle de l'autel de Saint-Sébastien à l'abbaye de Saint-Florian (Haute-Autriche).

Un prévôt ou doyen est un titre hiérarchique :
- Dans le cas d'un ordre religieux, il désigne le supérieur de cet ordre : par exemple le supérieur de la Congrégation des chanoines réguliers du Grand-Saint-Bernard.
- C'est aussi la première dignité dans le cas du chapitre d'une cathédrale ou d'une collégiale (parfois désigné sous le titre de primicier).